# Koszuty (powiat Średzki)
Koszuty is een dorp in de Poolse woiwodschap Groot-Polen. De plaats maakt deel uit van de gemeente Środa Wielkopolska.